# نورث ستك (تريرددور)
نورث استك (تريرددور) (بالإنجليزية: North Stack)‏ هي جزيرة تقع في المملكة المتحدة في أنغلزي.